# 수다

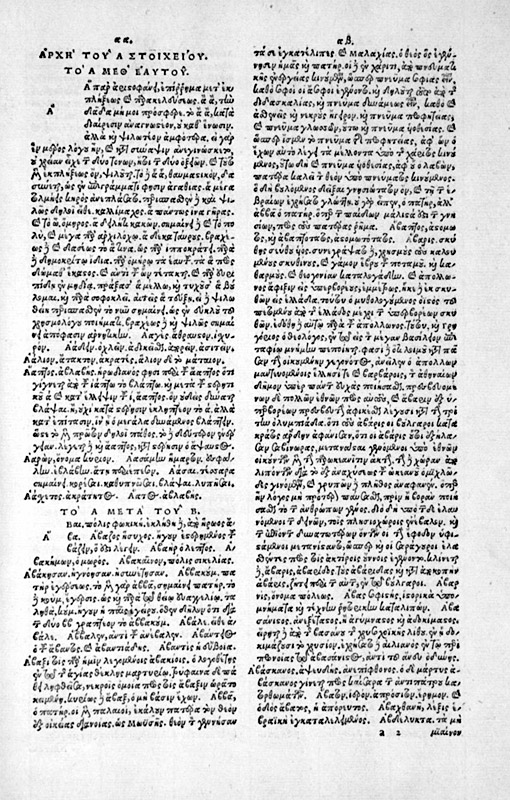
수다(Suda)

《수다》(그리스어: Σοῦδα, Suda), 소우다(Souda) 또는 수이다스(Suidas)는 고대 지중해 세계를 다룬 10세기 비잔틴 백과사전이다. 《수다》는 아주 큰 분량의 책인데, 예전 이 책 저자가 수이다스(그리스어: Σουίδας, Suidas)라고 여겼다. 이 책은 중세 그리스어로 쓴 백과사전적인 사전(렉시콘)으로 30,000여 항목을 수록하고 있다. 항목 내용은 주로 지금은 잃어버린 고대의 문헌을 출처로 하며, 중세 기독교 문헌을 출처로 하는 내용도 종종 있다. 수다(Suda)라는 책명은 요새 또는 성채를 뜻하는 비잔틴 시대의 그리스어 소우다(Σοῦδα, Souda)에서 유래한 것으로 보인다. 그리고 테살로니카의 에우스타시오(Eustathius of Thessalonica: 1115?~1195/6)는 이 책의 제목을 저자의 이름이라고 오해했는데, 이 오류의 결과로 수이다스(Suidas)라는 책명이 생겨났다.
《수다》는 현대적인 의미의 문법 사전과 백과사전의 중간쯤에 위치한다. 이 책에는 각 단어들의 기원과 의미를 당시의 문헌학에 의거하여 설명하고 있는데, 하르포크라티온(Harpocration: 2세기)과 헬라디오스(Helladios)와 같은 초기의 권위자들의 진술을 사용한 설명들도 있다. 이 책의 내용은 문학사에 대한 항목들 또는 글들을 제외하고는 특별히 중요하게 여길만한 내용은 없다. 문학사에 대한 항목들은 세부 사항을 제공하고 작가들의 진술을 인용하고 있다. 이런 내용들은 이 책이 없다면 상실되었을 내용들인데, 이 내용들은 호메로스, 투키디데스, 소포클레스 등의 고전기 저자들과 후대의 폴리비오스, 요세푸스, 《크로니콘 파스칼레(Chronicon Paschale)》, 조지 신켈루스(George Syncellus), 조지 하마르톨루스(George Hamartolus) 등에 관련된 항목에서 고전 방주(古典旁註, scholia)를 통해 제공되고 있다.
이 사전은 동방세계의 정치사, 교회사, 문학사에서 중요한 역할을 한 인물들에 대한 편리한 참고 자료로서의 역할을 한다. 이 부문의 내용의 주요 원천 자료는 콘스탄티누스 7세(912~959)의 백과사전이다. 로마사의 경우 그 주요 원천 자료는 안티옥의 요한(John of Antioch: 7세기)의 저작들의 발췌문들이다. 비잔틴 문화에 대한 전문가인 크룸바헤르(Krumbacher: 1856~1909)는 이 책의 원천 자료는 콘스탄티누스 7세의 백과사전과 조지 하마르톨루스의 연대기의 두 책인데, 전자는 고대사 항목들의 원천 자료이며 후자는 비잔틴 시대에 대한 항목들의 원천 자료라고 말하였다.

## 같이 보기
- 알렉산드리아의 헤시키오스

## 참고 문헌
- 본 문서에는 현재 퍼블릭 도메인에 속한 브리태니커 백과사전 제11판의 내용을 기초로 작성된 내용이 포함되어 있습니다.
- 본 문서에는 현재 퍼블릭 도메인에 속한 1913년 가톨릭 백과사전의 "Suidas" 항목을 기초로 작성된 내용이 포함되어 있습니다.